# 가상 인간

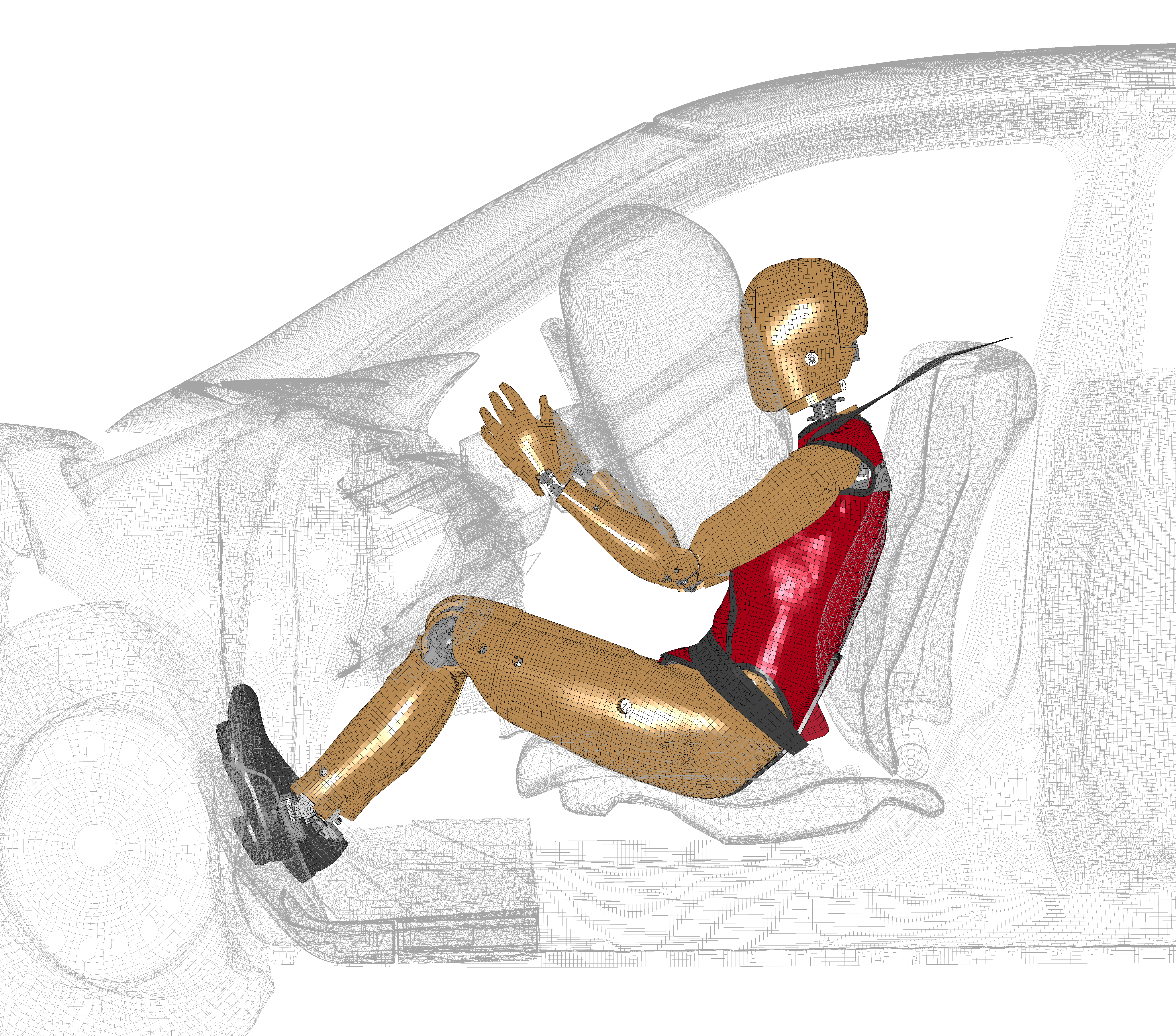
가상의 충돌 테스트용 인형

가상 인간(virtual human) 또는 디지털 인간(digital human, 디지털 휴먼)은 소프트웨어적인 가상의 인물 또는 인간이다. 가상 인간은 다양한 산업(항공우주, 자동차, 기계, 가구 등), 의류 산업, 통신(아바타), 의학 등의 시뮬레이션, 비디오 게임, 영화 제작, 인적 요소, 인체 공학 및 사용성 연구에서 도구 및 인공 동반자로 만들어졌다. 이러한 응용에는 도메인 종속 시뮬레이션 충실도가 필요하다. 의료 애플리케이션에는 특정 내부 장기의 정확한 시뮬레이션이 필요할 수 있다. 영화 산업은 최고의 미적 기준, 자연스러운 움직임 및 표정을 요구한다. 인체공학적 연구에서는 특정 인구 집단에 대한 충실한 신체 비율과 제약 조건이 있는 현실적인 이동이 필요하다.
메타휴먼을 통한 언리얼 엔진과 웨타 FX 인수를 통한 유니티 (게임 엔진)와 같은 게임 엔진은 물리 기반 렌더링을 사용하여 디지털 인간과 실시간 상호 작용을 가능하게 했다.